# マライア・キャリー ジャパン・ベスト
『マライア・キャリー ジャパン・ベスト』(Mariah Carey Japan Best)は2018年10月17日に発売されたマライア・キャリーのベスト・アルバム。

## 解説
2018年11月に4年ぶりとなる来日公演を行うことを記念して企画された初の日本独自作品。『#1 インフィニティ』(2015年)にも収録されたNo.1ヒットに加え、日本のファンの間で特に人気の高い5曲が追加収録されている。
CDのみの通常盤に加えて、オリジナルハンカチが付属する初回生産限定盤も発売された。

## 収録曲
順位はBillboard Hot 100に基づく。
1. ヒーロー(Hero)
  - 4週連続1位。『ミュージック･ボックス』(1993年)収録。
2. ウィズアウト・ユー(Without You)
  - 最高3位。『ミュージック･ボックス』収録。
  - バッドフィンガーのカバー。
3. オールウェイズ・ビー・マイ・ベイビー(Always Be My Baby)
  - 2週連続1位。『デイドリーム』(1995年)収録。
4. エモーションズ(Emotions)
  - 3週連続1位。『エモーションズ』(1991年)収録。
5. ワン・スウィート・デイ with ボーイズⅡメン(One Sweet Day with Boyz II Men)
  - 16週連続1位。前作「ファンタジー」に続き初登場1位を記録した。『デイドリーム』収録。
  - 首位獲得週が歴代最長としてギネス記録に認定された。(2018年現在も1位タイ記録[2])
6. インフィニティ(Infinity)
  - 最高82位。『#1 インフィニティ』(2015年)収録。
7. オープン・アームズ(Open Arms)
  - 『デイドリーム』収録。
  - ジャーニーのカバー。
8. ドリームラヴァー(Dreamlover)
  - 8週連続1位。『ミュージック・ボックス』収録。
9. アイル・ビー・ゼア feat. トレイ・ロレンツ(I'll Be There feat. Trey Lorenz)
  - 2週連続1位。『MTV Unplugged』(1992年)収録。
  - ジャクソン5のカバー。
10. ファンタジー（バッド・ボーイ・ファンタジー・リミックス feat. O.D.B.）(Fantasy Bad Boy Fantasy Remix feat. Ol' Dirty Bastard)
  - 8週連続1位。女性歌手初の初登場1位を記録した。『デイドリーム』収録。
11. エンドレス・ラブ with ルーサー・ヴァンドロス(Endless Love with Luther Vandross)
  - 最高2位。
12. ハニー(Honey)
  - 3週連続1位。初登場1位を記録した。『バタフライ』(1997年)収録。
13. サンク・ゴッド・アイ・ファウンド・ユー feat.ジョー & 98°(Thank God I Found You feat. Joe and 98 Degrees)
  - 1週のみ1位。『RAINBOW』(1999年)収録。
14. ラヴ・テイクス・タイム(Love Takes Time)
  - 3週連続1位。『マライア』(1990年)収録。
15. ヴィジョン・オブ・ラヴ(Vision of Love)
  - 4週連続1位。デビュー曲。『マライア』収録。
16. スルー・ザ・レイン(Through the Rain) 
  - 最高81位。『チャームブレスレット』(2002年)収録。
17. ウィ・ビロング・トゥゲザー (We Belong Together)
  - 14週連続1位(歴代2位タイ記録[3])。『MIMI』(2005年)収録。
18. タッチ・マイ・ボディ(Touch My Body)
  - 2週連続1位。『E=MC2』(2008年)収録。
19. 恋人たちのクリスマス(All I Want for Christmas Is You)
  - 最高1位。[4]『メリー・クリスマス』(1994年)収録。